# Serra del Bosc de Mua
La Serra del Bosc de Mua és una serra situada al municipi d'Artesa de Segre a la comarca de la Noguera, amb una elevació màxima de 709 metres.